# Сломово (Куявско-Поморское воеводство)
Сломово — деревня в гмине Лубянка Торуньского повета Куявско-Поморского воеводства в центральной части севера Польши.